# Lista de participações do Brasil no órgão de solução de controvérsias da OMC
| Participação do Brasil no Órgão de Solução de Controvérsias da OMC |                       |            |                                                |              |
| Caso                                                               | País                  | Posição    | Tema da Disputa                                | Resultado    |
| DS4                                                                | EUA                   | Reclamante | Gasolina                                       | Vitória      |
| DS69                                                               | Comunidades Européias | Reclamante | Aves                                           | Empate       |
| DS70                                                               | Canadá                | Reclamante | Aviões                                         | Vitória      |
| DS71                                                               | Canadá                | Reclamante | Aviões                                         | Vitória      |
| DS112                                                              | Peru                  | Reclamante | Ônibus                                         | Vitória      |
| DS154                                                              | Comunidades Européias | Reclamante | Café                                           | Suspenso     |
| DS190                                                              | Argentina             | Reclamante | Têxteis                                        | Vitória      |
| DS208                                                              | Turquia               | Reclamante | Conexões de Aço e Ferro                        | Suspenso     |
| DS209                                                              | Comunidades Européias | Reclamante | Café Solúvel                                   | Vitória      |
| DS216                                                              | Mexico                | Reclamante | Transformadores Elétricos                      | Vitória      |
| DS217                                                              | EUA                   | Reclamante | Emenda Byrd                                    | Derrota      |
| DS218                                                              | EUA                   | Reclamante | Produtos Siderúrgicos                          | Suspenso     |
| DS219                                                              | Comunidades Européias | Reclamante | Ferro Fundido                                  | Derrota      |
| DS222                                                              | Canadá                | Reclamante | Crédito à Exportação                           | Vitória      |
| DS224                                                              | EUA                   | Reclamante | Patentes                                       | Vitória      |
| DS239                                                              | EUA                   | Reclamante | Silício Metálico                               | Derrota      |
| DS241                                                              | Argentina             | Reclamante | Frangos                                        | Vitória      |
| DS250                                                              | EUA                   | Reclamante | Imposto das Laranjas                           | Suspenso     |
| DS259                                                              | EUA                   | Reclamante | Medidas de Salvaguarda em Aço                  | Vitória      |
| DS266                                                              | Comunidades Européias | Reclamante | Subsídios do Açúcar                            | Vitória      |
| DS267                                                              | EUA                   | Reclamante | Subsídios do Algodão                           | Vitória      |
| DS269                                                              | Comunidades Européias | Reclamante | Carne de Frango                                | Vitória      |
| DS365                                                              | EUA                   | Reclamante | Subsídios Agrícolas                            | Em andamento |
| DS22                                                               | Filipinas             | Reclamado  | Coco Ralado                                    | Derrota      |
| DS30                                                               | Sri Lanka             | Reclamado  | Coco e Leite de Coco                           | Em andamento |
| DS46                                                               | Canadá                | Reclamado  | Aviões                                         | Vitória      |
| DS51                                                               | Japão                 | Reclamado  | Medidas de Investimento no setor de Automóveis | Em andamento |
| DS52                                                               | EUA                   | Reclamado  | Medidas de Investimento no setor de Automóveis | Em andamento |
| DS52                                                               | EUA                   | Reclamado  | Medidas de Investimento no setor de Automóveis | Em andamento |
| DS81                                                               | Comunidades Européias | Reclamado  | Medidas de Investimento no setor de Automóveis | Em andamento |
| DS116                                                              | Comunidades Européias | Reclamado  | Prazos de Pagamento                            | Em andamento |
| DS183                                                              | Comunidades Européias | Reclamado  | Licenciamento à Exportação                     | Em andamento |
| DS197                                                              | EUA                   | Reclamado  | Preços Mínimos de Importação                   | Em andamento |
| DS199                                                              | EUA                   | Reclamado  | Proteção de Patentes                           | Suspenso     |
| DS229                                                              | Índia                 | Reclamado  | Sacos de Juta                                  | Em andamento |
| DS332                                                              | Comunidades Européias | Reclamado  | Pneus                                          | Derrota      |
| DS355                                                              | Argentina             | Reclamado  | Medidas Antidumping sobre Resina               | Em andamento |